# Government Hooker
«Government Hooker» —en español: «Prostituta del gobierno»— es una canción interpretada por la cantante y compositora estadounidense Lady Gaga e incluida en su segundo álbum de estudio, Born This Way de 2011. Fue escrita por ella, Fernando Garibay y DJ White Shadow, mientras que su producción estuvo a cargo del trío con la colaboración de DJ Snake. Musicalmente, es una canción dance pop que presenta influencias al techno, el trance y la música industrial. Su letra contiene temas relacionados con el feminismo y el dominio sexual, además de emplear una metáfora sobre el romance entre la actriz Marilyn Monroe y el presidente John F. Kennedy.
Luego del lanzamiento del álbum, la mayoría de los críticos apreciaron la naturaleza oscura y sexual dentro de la canción, así como su composición musical. Aunque no se lanzó como sencillo, «Government Hooker» logró posicionarse en el puesto número quince del conteo coreano Gaon Chart tras vender 1 752 190 copias digitales, además de llegar al número dieciséis en la lista Hot Dance/Electronic Digital Songs. Gaga interpretó la canción en varias presentaciones en vivo, incluyendo los conciertos de su gira musical The Born This Way Ball.

## Antecedentes
| «Para mí, esa canción es mi favorita, y es simplemente una bestia. Ni siquiera sé como explicarla». — DJ Shadow. |

Lady Gaga, DJ White Shadow y Fernando Garibay compusieron «Government Hooker», mientras que su producción estuvo a cargo del trío con la colaboración especial de DJ Snake. Las sesiones de grabación de la canción tomaron lugar en el estudio de Palms en Las Vegas, Nevada. Originalmente, el ritmo de «Government Hooker» fue una vieja grabación que DJ Shadow diseñó junto con DJ Snake. En mayo de 2011, Shadow habló a MTV sobre el proceso creativo de la canción: «Estábamos en el estudio en Las Vegas y yo estaba tocando algunas cosas hip hop [para el jefe del sello de Gaga, Vincent Herbert], y encontré este [viejo ritmo que había hecho], y estábamos hablando sobre canciones más rápidas, así que aceleré [el ritmo] y toqué para Vince». Herbert llamó a la particular tonada como la mejor de todas las canciones que Shadow tocó para él.
Gaga escribió la letra en poco tiempo luego de oír la pista por primera vez. Mientras la mejoraban, uno de los guardias de seguridad de la cantante fue contratado para brindar apoyo vocal en la canción; se escogió este proceso en lugar de crear voces computarizadas. De acuerdo con la cantante, la gracia en el tema es que una «máquina me está diciendo qué hacer y felizmente lo hago, siempre y cuando pueda seguir teniendo sexo». También declaró:

«Además de tener toneladas de relaciones con el hecho de que permitimos que nuestro gobierno nos coja continuamente una y otra vez, creo que también se burla de la estrella pop plástica. "Estoy dispuesta a hacer cualquier cosa siempre y cuando continúes cogiéndome y me pagues". Por eso también es un comentario sobre la cultura popular. [...] "Government Hooker" sería un sencillo increíble, sólo que no sé si lograría sonar en la radio. Digo, en realidad no es una cuestión de quién la haría sonar o quién no, es sobre si llegaría a sonar siquiera. No estaría interesada en censurarla».

## Composición

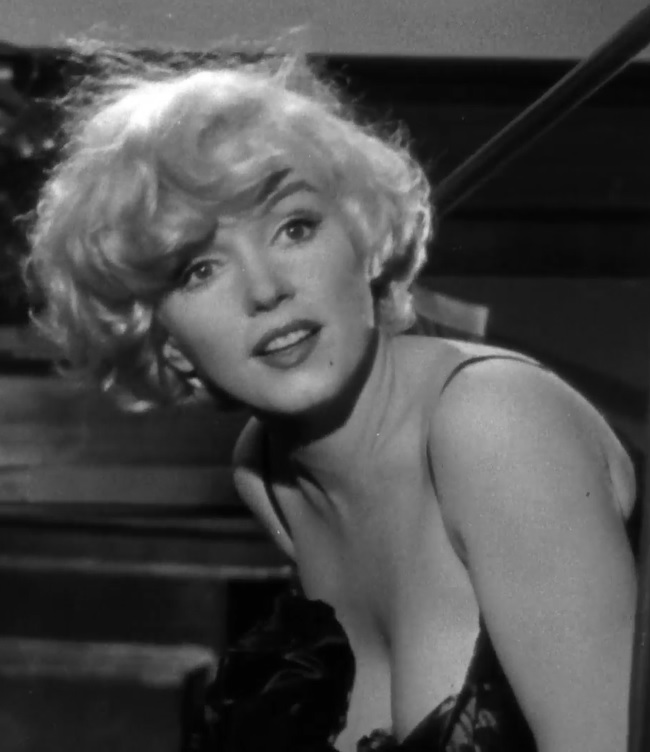
La canción está inspirada en Marilyn Monroe y en otras amantes políticas.

«Government Hooker» es una canción dance pop oscura con elementos del techno, el trance, el post-disco y la música industrial, contiene influencias del grupo electrónico alemán Kraftwerk, aunque también utiliza sintetizadores y ritmos inspirados en Nodisco de Depeche Mode y una técnica vocal de llamada y respuesta. Evan Sawdey de PopMatters notó que la pista contenía elementos de «Gimme More» de Britney Spears y de «Blue Monday» de New Order. Según las partituras publicadas por Sony/ATV Music Publishing en el sitio Musicnotes, «Government Hooker» se encuentra en un compás de cuatro cuartos, con un tempo driving pop de 120 pulsaciones por minuto. Está compuesta en la tonalidad de fa sostenido menor, mientras que la voz de Gaga abarca un registro desde fa3 hasta do5.
La letra de la canción combina temas políticos con ideas sobre el feminismo y el dominio sexual y trata temas como el autosacrificio continuo y la constante pérdida de personalidad en la vida moderna como una enfermedad. «Government Hooker» comienza con una introducción operística cantada de manera melodramática. Amy Scarietto de PopCrush recalcó que el segmento en particular recuerda a los cantos tiroleses de «The Lonely Goatherd» que Gwen Stefani incorporó en «Wind it up». Cuando la pista llega hasta la segunda estrofa, Gaga canta los versos «Podría ser la chica/Podría ser lo sexual/Podría ser cualquier cosa/Podría ser todo/Podría ser mamá»—. La cantante acompaña estos versos con las respuestas: —«A menos que quieras ser el hombre/A menos que quieras darme la mano/A menos que quieras ser el papá»—. Luego de que se repita el gancho «Hoo-ooookaaaaaaaa-er» cuatro veces sigue el estribillo techno: «Voy a beber mis lágrimas y llorar/Porque sé que me amas, nene»—. Cuando el interludio comienza, la letra hace referencias a Marilyn Monroe y John F. Kennedy, por quienes se rumoreaba tenían un romance. Llegando a la coda, pueden oírse unos breves bips que censuran la palabra «fuck» —«follar»—.

## Recepción

### Comentarios de la crítica

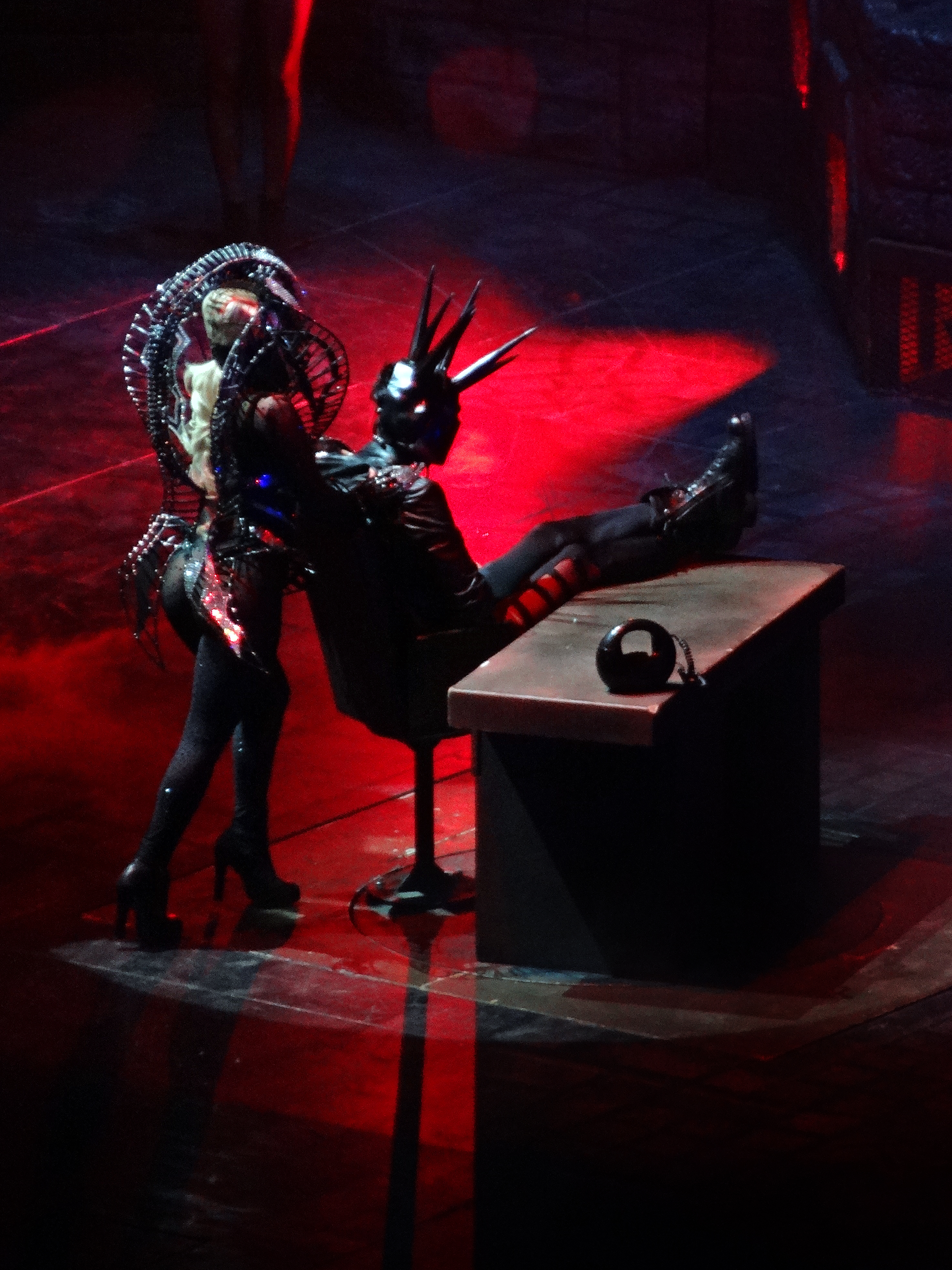
Gaga interpretando «Government Hooker» durante su gira de 2012, Born This Way Ball.

«Government Hooker» recibió comentarios variados, en su mayoría positivos, por parte de los críticos musicales. Randall Roberts, columnista de Los Angeles Times, afirmó que la pista fue una excepción «funky» ante la naturaleza «desagradable» del álbum. Caryn Ganz de Spin dijo que la excéntrica y extravagante persona de Lady Gaga fue evidente en la «mugrienta fatalidad disco» de este tema. Según Ian Wade de BBC, la entrada «fantasmal» de la canción «abre camino a un ritmo de Casiotone». Raúl Guillén del sitio web Jenesaispop declaró que «con un estribillo un poco más eficaz, sería un indie-hit clarísimo». Jody Rosen de Rolling Stone colocó a «Government Hooker» en el vigésimo octavo puesto de su conteo exclusivo de canciones de la cantante, The Ultimate Ranking of Lady Gaga Songs. Una periodista de la publicación ya mencionada, Jody Rosen, declaró que la producción de la «canción imperdible y pervertida» fue cautivante y dijo que ofreció «un conjunto cambiante de zumbidos, pitidos y ritmos estruendosos». En su revisión de Born This Way, Ivar Muñoz-Rojas de la edición española de Rolling Stone afirmó que suena como «lo que se bailaba en Ibiza en 1994». Alfonso Ortega de Fanzine Radar destacó la «electrónica más oscura y noventera» presente en la canción. Peter Robinson de la revista NME decidió hacer hincapié en «los cantos pop gregorianos, las voces pervertidas de robot [...] los ritmos de ventanas sacudiéndose y el extraordinario verso "Put your hands on me, John F. Kennedy"». Dan Martin de la misma revista opinó que la pista era lo contrario a la naturaleza cursi del álbum, y sintió que, cuando la pista comienza, Born This Way trasciende efectivamente a ritmos techno «claustrofóbicos».
Sal Cinquemani de Slant Magazine la describió como «sucia y fabulosa», mientras que Jocelyn Vena de MTV la llamó una «pista de club enorme». Según Katherine St. Asaph de Popdust, la pista suena como «una zona roja habitada por unas cinco personalidades de Gaga, que ofrecen toda clase de ritmos que podrían aprovecharse». A pesar de decir que «está llena de impresionantes ganchos», Asaph también dijo que «tiene mucho de todo» y finalmente le otorgó una calificación de tres rayos y medio sobre cinco. Maura Johnston —también de Popdust— la llamó «el sencillo pop que quizás esté en toda la radio a finales de verano y a principios de otoño» y le dio un puntaje de tres rayos sobre cinco. La escritora de Billboard, Kerri Mason, resumió la canción como un tema con «vocalización de ópera, breves bips techno, una referencia a JFK y definiciones contradictorias de uno como producto seductor». Evan Sawdey de PopMatters elogió la letra sexual del tema e insistió en que los «torcidos» estribillos fueron los mejores desde «Somebody Told Me» de The Killers. En su reseña de tres estrellas y medio de cinco, Amy Scarietto de PopCrush concluyó: «La colisión de las cálidas y susurrantes voces de Gaga sobre los endurecidos y procesados ritmos funciona bien y ésta es una de las canciones más techno que ella haya lanzado».

## Uso en los medios y presentaciones en vivo
Junto con unas remezclas de «Scheiße» y de «Born This Way», «Government Hooker» se estrenó en un desfile realizado por la casa de modas Thierry Mugler en París, Francia. El evento se llevó a cabo el 2 de marzo de 2011, en el cual Gaga hizo su debut como modelo. En éste, ella apareció mientras se escuchaba la remezcla de «Government Hooker» para hacer su debut como modelo. Mientras fumaba y hacía sus paws up a cada momento, la cantante modeló vistiendo dos atuendos diferentes; el primero fue un vestido gótico dividido en tres secciones y el segundo un conjunto blanco formado por zapatos de plataforma, una falda fluida y un corsé. Además cantó partes del tema en la celebración del expresidente Bill Clinton, A Decade of Difference. Por otro lado, la canción se utilizó en un comercial para los MTV Video Music Awards 2011, el cual se estrenó el 18 de agosto de 2011, durante un episodio de Jersey Shore. Filmado en blanco y negro, contiene una remezcla de «Government Hooker» y fragmentos de «Heavy Metal Lover». Durante todo el corte, la intérprete viste cuatro atuendos diferentes. Para la creación del video, Gaga quería darle a sus admiradores una mirada al interior de su vida diaria. La canción también se incluyó en el repertorio de la tercera gira musical de la cantante, The Born This Way Ball. Tras varios años, fue incluida en el repertorio de su residencia Lady Gaga: Enigma.

## Posicionamiento en listas

### Semanales
| Corea del Sur  | South Korean Gaon Chart            | 15 |
| Estados Unidos | Hot Dance/Electronic Digital Songs | 16 |

## Créditos y personal
- Voz principal – Lady Gaga
- Grabación – Bill Malina, Fernando Garibay
- Mezcla – Dave Russell
- Mezcla (asistente) – Paul Pavao
- Producción musical – Lady Gaga, Paul Blair, Fernando Garibay
- Sintetizador – Paul Blair
- Programación, sintetizador – Fernando Garibay, Paul Blair
- Masterización – Gene Grimaldi
- Composición musical – Fernando Garibay, Lady Gaga, Paul Blair
- Guitarra – Kareem Devlin, Paul Blair
- Respaldo vocal – Brian Lee, Lady Gaga, Peter van der Veen

Fuentes: Discogs.